# Episodi de La ladra
I dodici episodi della serie televisiva La ladra vennero trasmessi in prima visione nel 2010 su Rai 1, in sei serate da due episodi.
| nº | Titolo               | Prima TV Italia   |
| -- | -------------------- | ----------------- |
| 1  | Le cose cambiano     | 19 settembre 2010 |
| 2  | Viva le spose        | 19 settembre 2010 |
| 3  | L'oro dello squalo   | 26 settembre 2010 |
| 4  | Una magica bionda    | 26 settembre 2010 |
| 5  | Chi la fa l'aspetti  | 3 ottobre 2010    |
| 6  | Nero di rabbia       | 3 ottobre 2010    |
| 7  | Il piccolo ladro     | 10 ottobre 2010   |
| 8  | Il momento giusto    | 10 ottobre 2010   |
| 9  | L'amico sconosciuto  | 11 ottobre 2010   |
| 10 | Un ignobile ricatto  | 11 ottobre 2010   |
| 11 | Un esame importante  | 18 ottobre 2010   |
| 12 | Come ai vecchi tempi | 18 ottobre 2010   |

## Le cose cambiano
- Diretto da: Francesco Vicario
- Scritto da: Dido Castelli, Giovanna Gra

### Trama
Costa Azzurra, 1994. Eva e Max sono due abili ladri internazionali di gioielli, specializzati nella messa a segno di furti ai danni di clienti facoltosi degli hotel presso i quali lavorano come cuochi. Al termine dell'ennesimo colpo andato a segno (il furto di una collana sfilata ad una ricca donna a seguito dello scompiglio generato da una torta esplosiva, da loro confezionata) Eva comunica a Max che quello sarebbe stato il suo ultimo colpo, in quanto la donna sente la necessità di cambiare vita, dato il suo stato di gravidanza,cosa della quale il compagno non sembra entusiasta.
Roma, 2010. Max è uscito da 16 anni dalla vita di Eva e quest'ultima ha realmente cambiato vita divenendo una rinomata chef, proprietaria del ristorante "Il frutto proibito", per il quale è alla ricerca di un nuovo secondo cuoco. A rispondere all'annuncio, è Dante Mistretta, uno chef che ha trascorso la vita cucinando sulle barche a vela in giro per il mondo ma che ha recentemente dovuto prendersi una pausa per la morte dell'anziana madre. Proprio mentre Eva, un po' riluttante per via dell'ostentata sicurezza del medesimo, lo sta valutando, però, al ristorante giunge una telefonata che la manda in allarme: il figlio Lorenzo, infatti, per fare un regalo alla fidanzata Malù, non è andato a scuola e ha cercato di rubare dei cd in un negozio di dischi, finendo per venire bloccato dalla sicurezza. Eva è quindi costretta ad andare a prendere il figlio e a pagare i proventi del furto, per evitare una denuncia. Al suo ritorno, scoprirà che l'aspirante secondo chef, a seguito della buona impressione avuta sulla prima cameriera, Gina, la quale gli ha consentito di usare la cucina del ristorante, ha realizzato una sua creazione, da usare come "curriculum" oltre ad effettuare della piccola manutenzione agli impianti della cucina. Ancora poco convinta, ma spinta dall'amicizia che la lega a Gina, Eva decide di prenderlo in prova.
Proprio quando tutto sembra essere tornato alla normalità, la situazione si complica: Valeria Bellini, una ragazza madre ed ex segretaria di Edoardo Spada (un cliente del ristorante di Eva, venuto per prenotare una cena di fidanzamento con la sua nuova "conquista", Fiamma de Carolis), non essendo riuscita a supplicare il suo ex datore di lavoro e padre della figlia Bianca per ottenere una somma di denaro necessaria ad estinguere il mutuo della casa nella quale vivono, decide di farla finita gettandosi dal tetto del palazzo nel quale vivono Lorenzo ed Eva. Quest'ultima con un gesto eroico, nonostante soffra di vertigini, riesce a salvare la ragazza, la quale le racconta la sua storia. Incalzata dalle sue fide amiche, la già citata Gina, Lola (la parrucchiera) e Andreina (la farmacista del quartiere) le quali subito, tra il serio e il faceto, pensano che giustizia sarebbe fatta sottraendo la cifra allo Spada, Eva è però riluttante al mettere in atto azioni che la riporterebbero, inevitabilmente, a rifare i conti col passato (del quale le amiche nulla sanno) e inizialmente decide di provare ad intavolare un discorso con il suo cliente, per cercare di convincerlo a cedere. A seguito di una telefonata ricevuta da quest'ultimo, però, ove lo stesso si palesa come una persona senza scrupoli e attaccato unicamente al denaro, Eva decide di desistere e quindi, dopo 16 anni di "buona condotta", si trova nella necessità di attingere nuovamente all'esperienza del suo passato di ladra, ma con finalità differenti: aiutare chi ha subito un torto. 
Nel frattempo, al ristorante, le cose non vanno per il meglio: tra Eva e Dante, infatti, si generano continue frizioni dovute al fatto che mentre la prima vorrebbe a menù soltanto piatti della tradizione Mediterranea, il secondo vorrebbe introdurre delle novità forte della sua esperienza con le cucine più diverse, avendo cucinato nei posti più disparati.
La cena di fidanzamento di Edoardo Spada si avvicina e quindi è necessario organizzare il colpo: il piano prevede di sottrarre dalla giacca di quest'ultimo il diamante vero, sostituendolo con uno zircone identico e creato appositamente da un artigiano, Augusto, che in passato aveva aiutato Max ed Eva nel reperimento di tutti gli strumenti per commettere i furti.
La sera del colpo il gruppo è pronto ma a differenza di Eva, avvezza al mestiere, le tre amiche Gina, Lola e Andreina sono parecchio nervose. Durante il briefing pre-furto, infatti, Lola prova lo zircone ma nel tentativo di sfilarselo lo fa precipitare nello scarico del lavabo, diretto e senza sifone. Per evitare che il piano vada a monte e Valeria non possa avere la sua rivincita, è necessario elaborare una modifica al piano originale: la pianificata sostituzione non avrà luogo, il diamante verrà semplicemente rubato e uscirà dal ristorante prima che il proprietario se ne renda conto.
Il piano va nuovamente a monte, quando, a seguito di un imprevisto cambio di programma, Edoardo Spada cerca di consegnare alla fidanzata Fiamma il diamante, accorgendosi del furto subito. Viene quindi allertata la polizia e nessuno può più lasciare il locale, incluso il personale e le quattro amiche che restano quindi intrappolate all'interno.
Serve, quindi, nuovamente, tutta l'esperienza di Eva per fare in modo che il quartetto non venga scoperto. Il nuovo piano prevede che il diamante venga nascosto all'interno di un fiore di zucca pastellato e fritto che Andreina, rimasta fuori a fare da palo, passerà a ritirare fingendo di avere ospiti a cena. In una crescente suspense, dovuta a vari colpi di scena come l'impossibilità di utilizzare l'uscita sul retro a causa delle casse d'acqua che ne bloccano il passaggio e grazie al commissario di polizia, Caruso, cliente del locale (che nulla sa della "vita precedente" della proprietaria), che permette alla farmacista di uscire con il vassoio pieno di fiori di zucca, incluso quello che contiene il diamante, quest'ultimo riuscirà ad uscire dal ristorante, lasciando Edoardo Spada pieno di rabbia e le quattro amiche con la possibilità di aiutare Valeria la quale, nei giorni successivi riceverà una busta anonima con il denaro necessario a saldare l'ultima rata del mutuo e in questo modo, giustizia è stata fatta.

## Viva le spose
- Diretto da: Francesco Vicario
- Scritto da: Dido Castelli, Giovanna Gra

### Trama
Tra Eva e Dante inizia ad esserci qualche segnale di disgelo ma la donna cerca a tutti i costi di evitare una conoscenza più approfondita. Con l'occasione di andare a fare la spesa per il ristorante, i due si recano al mercato dove conoscono il signor Dominici, neo-pensionato di un atelier di abiti da sposa che vive solo, ha una figlia a Milano, in procinto di sposarsi e non se la passa molto bene economicamente, tanto che l'incontro ha luogo a seguito di un piccolo furto relativo ad una tavoletta di cioccolato, ai danni del bar del mercato. Eva si offre così di accompagnare a casa il Dominici il quale, durante il tragitto, le chiede un aiuto nella scelta di alcuni accessori da sposa poiché inesperto. Una volta giunti sul posto, accompagnati dalla fida Lola, i tre scoprono l'amara verità: non soltanto la proprietaria dell'atelier, la signora Ferranti, si rifiuta di riconoscergli la liquidazione, ma ha anche già venduto "Nuvole di Tulle", l'abito da sposa che Dominici aveva scelto per la figlia. Facendo leva sulla totale assenza di accordi scritti e sull'imminente trasferimento dell'intera sartoria in Romania, l'imprenditrice senza scrupoli caccia Eva, Lola e il suo ex impiegato, lasciandolo nello sconforto più totale.
Frattanto, al locale, Dante viene perseguitato telefonicamente e di persona da una sua ex fidanzata, Daniela, la quale si spinge a diffamarlo presso Eva (incrinando sia i già instabili rapporti tra i due che quello tra lei e il figlio che stava iniziando a vedere in Dante un punto di riferimento paterno, essendo "orfano" di padre) pur di riuscire a far licenziare il suo ex al fine di riaprire la relazione.
Eva incontra nuovamente il signor Dominici al mercato il quale è ancora in preda alla disperazione non potendosi permettere di comprare un abito da sposa alla figlia, in sostituzione di quello proditoriamente sottrattogli dalla padrona dell'atelier e così le quattro amiche, sempre aiutate dai preziosi consigli del fido artigiano Augusto, progettano un altro furto per fare in modo che il giorno del matrimonio, la figlia del signor Dominici abbia il suo abito da sposa.
Le quattro si recano nottetempo alla Ferranti Spose dove Eva incuriosisce le amiche con le sue abilità da ex-ladra (situazione della quale le tre continuano ad essere ignare) aprendo una serratura con una forcina e disinnescando un antifurto con della schiuma da barba dopo aver compiuto improbabili acrobazie per sfuggire alla rilevazione del reticolo di raggi infrarossi, che varranno il guadagno dell'accesso senza essere individuate a tutti gli abiti della nuova collezione dell'atelier.
L'imprevisto, però, è dietro l'angolo e mentre sono intente a scegliere gli abiti più belli, in modo far scegliere al signor Dominici quale regalare alla figlia, dei veri ladri, facenti parte di una banda dedita a svaligiare boutique di alta moda, si presenta alla Ferranti Spose per svaligiare tutto il magazzino.
Fingendosi dei manichini, le quattro amiche riescono ad approfittare del fatto che i ladri, non riuscendo a sfilare i vestiti da sposa dai manichini, fossero temporaneamente usciti dalla sede per cercare dei carrelli sul piazzale, dandogli così il tempo di avvicinarsi all'uscita e scappare a bordo della macchina di Andreina.
Una volta fatto recapitare i vestiti a Dominici la pace sembrerebbe essere tornata sul ristorante, quando, ad ora di pranzo, il commissario Caruso si presenta con un bouquet di nozze. Sembrerebbe che per le quattro amiche il cerchio si sia chiuso, ma è un falso allarme: quest'ultimo, infatti, è di ritorno dal matrimonio della nipote e il mazzo di fiori è proprio di quest'ultima. Sarà proprio il rappresentante delle forze dell'ordine a tranquillizzare tutti, spiegando di avere appena arrestato "la banda dell'alta moda", dedita a furti di vestiario nelle boutique più prestigiose, tra cui la Ferranti Spose, della quale però, è stata rinvenuta l'intera refurtiva, tranne i quattro vestiti più belli. Ricomposto quindi l'equilibrio iniziale, la figlia del signor Dominici può sposarsi con l'abito da sposa "regalatole" dal padre, ignaro di quanto successo.

## L'oro dello squalo
- Diretto da:Francesco Vicario
- Scritto da: Dido Castelli, Giovanna Gra

### Trama
I rapporti tra Eva e Dante continuano a non decollare, anche perché quest'ultimo continua ad essere perseguitato dalla sua ex Daniela che non sembra volersi dare per vinta e si spinge a firmare un assegno in bianco pur di vederlo licenziato. A seguito di un piccolo incidente, dove il cane di Dante riesce ad entrare nella dispensa e a mangiare tutti i cantuccini presenti in essa, Eva è costretta a procurarsene degli altri presso la pasticceria ove si serve abitualmente. Una volta giunta sul posto, però, assiste ad un acceso diverbio tra i proprietari suoi amici e un usuraio con copertura pescivendolo di nome Arturo Braghetti e soprannominato "lo Squalo" al quale i primi si erano rivolti per un finanziamento e che risulta essere talmente ricco da aver investito i proventi delle estorsioni in lingotti d'oro.
Eva decide così di cercare un modo per aiutarli, anche per il fatto che i due sono in attesa di un bambino e la pasticceria è la loro unica fonte di sostentamento ma mentre per i primi due colpi quella titubante era Eva, in questo caso sono proprio le amiche ad esprimere dei dubbi, ritenendo la questione troppo pericolosa e non alla loro portata. Servirà tutta la forza di convincimento di Eva e una nuova aggressione da parte dello squalo per riuscire a far cambiare loro idea.
Nel frattempo Eva prende contatti con lo Squalo in modo da poter studiare le successive mosse: una volta manifestata la necessità di denaro, per via di debiti contratti col suo ristorante, il piano prevede un invito presso il medesimo, per poter definire i dettagli e poterlo narcotizzare in modo da avere la strada libera per la ricerca dei lingotti. Il piano fallisce nel momento in cui Braghetti capovolge l'invito e pretende che sia Eva ad andare a casa sua. Il piano comunque non cambia, con l'eccezione che, una volta narcotizzato con della salsa bernese, il tesoro verrà solamente individuato, per essere rubato in seguito in modo da non permettere all'usuraio di poter collegare la loro visita con la sparizione dell'oro. Il nuovo piano riesce, ma risulta essere un buco nell'acqua: sulla chiatta galleggiante dello squalo non c'è traccia di lingotti.
Abbattuta dal fatto di non essere in grado di aiutare i suoi amici, Eva cerca consolazione da Augusto che, pur mettendola in guardia dall'usuraio, le dà un indizio su dove andare a cercare il tesoro. Ricordandosi infatti di una frase pronunciata dall'usuraio ("Le cose preziose le tengo nel frigo"), Eva capisce che deve andare a cercare nella cella frigorifera del luogo dove lavora Braghetti. 
Le quattro, quindi, si dirigono al mercato coperto ed individuano, in mezzo a delle spugne due lingotti d'oro e il quaderno dove lo Squalo segnava crediti e creditori.
Una volta fatti avere i lingotti ai due fornai e la libretta al commissario Caruso, cosa che si produce nell'arresto dell'usuraio, giustizia è finalmente fatta e le quattro amiche possono festeggiare un altro colpo a fin di bene andato a segno.

## Una magica bionda
- Diretto da:Francesco Vicario
- Scritto da: Dido Castelli, Giovanna Grà

### Trama
Gli screzi tra Eva e Dante continuano anche a seguito del persistere dei tentativi di Dante nell'introdurre spezie non facenti parte della tradizione mediterranea nella cucina del ristorante e di quelli di Daniela che per cercare di recuperare il travagliato rapporto col suo ex fidanzato, giunge a tentare di investire Dante, distruggendo in questo modo anche la bicicletta di Eva.
Una volta recatasi nel salone di Lola, per distrarsi e non pensare al fattaccio, Eva fa la conoscenza di Samantha, un'estetista che lavora presso il medesimo esercizio al fine di potersi permettere di pagare le lezioni di danza che le servono per partecipare ad un provino e realizzare così il sogno di diventare ballerina. Di passaggio nella palestra dove si svolgono le lezioni di educazione fisica di Lorenzo, Eva la incontra nuovamente e viene così a conoscenza delle necessità finanziarie della ragazza che questa volta sono indirizzate al pagamento di una seduta spiritica effettuata dal mago Ludwig il quale aveva chiesto anticipatamente alla stessa un oggetto prezioso, un cammeo di famiglia, appartenuto al padre defunto, per tentare di metterla in contatto col medesimo dato che la madre si rifiuta di approvare la sua passione per la danza.
Lo spunto per il piano per il recupero del prezioso cimelio viene dato ad Eva direttamente da Dante il quale, all'insaputa della sua titolare, prepara un piatto che proporrà al commissario Caruso, appena giunto per il pranzo, scattandogli una foto come prova della soddisfazione del cliente. Sarà proprio con questa foto che le quattro amiche si presenteranno dal mago Ludwig, spacciandolo per un lontano parente defunto di nome Ignazio, fingendo di volersi mettere in contatto con lui ma in realtà cercando di analizzare la casa del ciarlatano, per intuire dove possa aver nascosto il cammeo di Samantha.
Distratta da Gina, la quale sembra non essere così disincantata dalle parole del mago, Eva perlustra la casa ed individua la cassaforte la quale però è chiusa da una chiave appesa al collo del mago, rendendo necessaria l'organizzazione di un nuovo colpo notturno, dovendosi narcotizzare il mago per sottrargliela. Al suo rientro, Eva troverà una nuova bicicletta, regalatale da Dante per rimediare al danno di Daniela. Tra i due, pare arrivare aria di disgelo, ma sarà un fuoco di paglia. Accompagnato da Lorenzo, per essere sicuro di non sbagliare modello, infatti, Dante gli presta dei soldi per l'acquisto di un motorino usato, mezzo da sempre negatogli dalla madre. Quando Eva, di ritorno dal colpo notturno lo scoprirà, andrà su tutte le furie e i rapporti si faranno nuovamente tesi.
Nel frattempo viene organizzata la liberazione del cammeo ostaggio del mago: le quattro amiche si recano presso l'abitazione di quest'ultimo e, approfittando della sbronza a seguito del litigio con la fidanzata, che il ciarlatano coinvolge tirannicamente nelle sue messe in scena in cambio di pochi spiccioli, il furto della chiave può avere luogo senza necessità di addormentarlo. Una volta preso il cammeo di Samantha, in una riedizione moderna della pena del contrappasso le quattro si travestono da personaggi famosi (Lola da Marilyn Monroe, Eva da Audrey Hepburn, Andreina da Cleopatra e Gina da Pompea), svegliano brutalmente il mago con una secchiata d'acqua e lo costringono a promettere di restituire tutto quanto fraudolentemente sottratto ai legittimi proprietari, chiudendo per sempre l'attività.
Ritornate al salone, Samantha si dà per vinta rifiutandosi di partecipare al provino, ma ci penserà Eva, con la restituzione del cammeo, a farle cambiare idea. La ragazza sosterrà così l'esame e verrà presa, facendo anche cambiare opinione alla madre che da oppositrice si convince sulla bontà della scelta della figlia.
Nuovamente ospite del ristorante, il commissario Caruso rivelerà alle quattro che il mago Ludwig si era recato al comando definendolo "morto vivente" (a seguito dell'identificazione tra lui stesso e la foto fornita nella seduta) e volendo sporgere denuncia nei confronti di quattro personaggi famosi (da cui si erano travestite) rei di averlo derubato, suscitando l'ilarità e venendo sonoramente respinto dal commissariato.

## Chi la fa l'aspetti
- Diretto da:Francesco Vicario
- Scritto da: Dido Castelli, Giovanna Grà

### Trama
Eva è alla ricerca di un nuovo dolce da inserire nel menù del ristorante, ma dati i rapporti tesi con il secondo cuoco, la cosa stenta a riuscire. Nel frattempo Alessia, la nipote di Gina, è stata assunta in una agenzia immobiliare i cui titolari pranzano abitualmente nel ristorante di Eva, ma il suo lavoro non sembra essere particolarmente apprezzato, apparentemente per colpa della stessa Alessia la quale, però, incolpa Barbara, una sua collega e prediletta dal titolare. Eva decide quindi di indagare per arrivare alla verità e si presenta con Gina presso l'agenzia immobiliare per identificare il problema. Un litigio tra Alessia e Barbara mette a nudo la questione: è proprio quest'ultima a rendere difficile la vita alla prima, cosa che spinge Eva a meditare un piano per restituire giustizia alla nipote di Gina.
Nel frattempo Eva e Dante si chiariscono e i rapporti ritornano sereni.
Parte dunque l'operazione Alessia: se da un lato, con l'aiuto di Lola e di Andreina, la stessa viene radicalmente trasformata nell'aspetto, in modo da essere al riparo dal body-shaming perpetrato da Barbara, Eva inizia a studiare un piano per vendicarsi di lei, intuendo anche che tra questa e il titolare possa celarsi molto di più di un rapporto lavorativo.
Continuamente trasformata nell'aspetto per non essere riconosciuta, Eva si reca presso l'agenzia immobiliare e facendo distrarre Barbara dalla fida Lola, sostituisce la scheda SIM del telefono di Barbara con un'altra avente differente numerazione, in modo da poter così ricevere le telefonate dei suoi clienti e poterle dirottare su Alessia, in particolare la chiamata di un facoltoso cliente, l'avvocato De Santis, originariamente contattato da Alessia ma subito rubato da Barbara nel tentativo di sbarazzarsi della collega.
Il piano risulta particolarmente complicato ma ingegnoso: una volta fatta sparire l'auto di Barbara, la stessa sarà costretta ad utilizzare un altro mezzo, in questo caso un "finto" Taxi guidato da Eva che arriverà proprio nel momento giusto in modo da evitare che la prima possa avere il tempo di chiedere aiuto. Nel frattempo le chiamate dell'avvocato De Santis saranno tutte re-inoltrate presso l'agenzia in modo che Alessia possa rispondere ed occuparsi di loro ed Eva, complice delle finte indicazioni di traffico e lavori in corso inviate via radio da Gina, porterà Barbara in giro per Roma senza una destinazione precisa in modo da farla allontanare sempre di più dal punto convenuto per la visita alla villa e lasciandola poi in un campo vicino alla Tangenziale senza possibilità di soccorso da parte di nessuno.
Come prevedibile, infatti, a seguito dell'irreperibilità di Barbara, sarà Alessia ad occuparsi della visita della villa, riuscendo nell'impresa della vendita.
L'epilogo della vicenda, infatti, vede il licenziamento di Barbara a seguito dell'emergere della relazione clandestina con il suo capo e il divorzio dal marito della titolare dell'agenzia (la quale era la vera proprietaria). Al posto di Barbara, sarà proprio Alessia ad essere assunta.
Nel frattempo Eva deve fare i conti con i problemi di crescita del figlio il quale all'insaputa di Dante gli ruba la moto per portare a scuola la fidanzata: i due finiranno all'osperale ma ne usciranno solo con qualche graffio. Nella ramanzina che segue, sia Dante che Eva si trovano su una linea comune e il loro rapporto migliora sensibilmente cosa che fa riuscire, finalmente, anche la ricetta di Eva per il nuovo dolce da inserire nel menù del ristorante.

## Nero di rabbia
- Diretto da:Francesco Vicario
- Scritto da: Dido Castelli, Giovanna Grà

### Trama
Il commissario Caruso ha organizzato una cena nel ristorante di Eva, ma avendo invitato mezza questura e, soprattutto, il nuovo prefetto, uomo noto per la sua cultura gastronomica, chiede ai due cuochi di preparare un menù particolare, in modo da poter fare bella figura.
Nel frattempo nella piazza antistante il ristorante, è tornato Afhiz, vecchio amico di Eva, che per potersi permettere un biglietto d'aereo per Londra, città nella quale già si trova sua moglie, la quale ha trovato un lavoro anche per lui, cerca di vendere ai turisti piccoli oggetti etnici, ma è costantemente preso di mira dal proprietario di un centro estetico attivo nei paraggi, Mario Biagini detto "Er Tizzone", il quale cerca in tutte le maniere di farlo desistere.
A seguito dell'attività di promozione, attuata mediante il regalo di alcuni biglietti omaggio per dei massaggi, si scoprirà che lo stesso è proprio quello del persecutore di Afhiz, nonché proprietario di un SUV di grandi dimensioni che viene spesso parcheggiato nella piazza infastidendo il vicinato con una guida spericolata. Proprio a seguito di una di queste manovre, Biagini travolgerà il banchetto del ragazzo pachistano, distruggendo tutta la merce e causandogli delle contusioni. 
I due cuochi, frattanto, cercano di ideare un menù per la cena del commissario Caruso ma sarà Eva ad avere l'idea vincente: una cena rinascimentale con ricette provenienti da un libro scritto da un cuoco del medesimo periodo, che le verrà procurato dal fido Augusto.
Un nuovo scontro con il titolare del centro estetico, che, recatosi a cena con un amico presso il ristorante di Eva, la offende pesantemente rinnovando anche gli insulti e le minacce ad Afhiz, farà sì che lei inizi a meditare vendetta, progettando un nuovo colpo ai danni di Biagini.
Il piano prevede, con l'aiuto di Augusto che procurerà un passaporto pachistano con dati e fotografia di Mario Biagini e dello stesso Afhiz, ignaro di tutto, che invece fornirà un vestito tipico pachistano, la sottrazione dei documenti e vestiti del titolare del centro estetico, mentre lo stesso è intento a sottoporsi ad un solarium, totalmente isolato dall'ambiente circostante, la sostituzione con quanto recuperato dalle quattro amiche con successiva "soffiata" alle forze dell'ordine in modo da farlo arrestare come finto clandestino e il reperimento di una certa quantità di denaro come risarcimento e copertura delle spese di viaggio per Afhiz.
Nel frattempo, tra Eva e Dante, impegnati nella sperimentazione delle ricette rinascimentali, si crea una forte alchimia che porterà la coppia a fare l'amore. Anche Lorenzo, il figlio di Eva, si trova nella medesima situazione con Malù, ma complice l'ansia da prestazione della prima volta, avrà bisogno di alcuni tentativi prima di riuscire nell'impresa.
La programmazione del piano ai danni di Mario Biagini è giunta al termine ed è ora di mettere a segno il colpo. A seguito di un appuntamento "esca" preso da Eva, in modo da giustificare la sua presenza sulla scena e permetterle così di aprire la porta alle amiche, le quattro sostituiscono i documenti e vestiti del titolare con quelli pachistani, tagliano i fili del telefono e gli sottraggono il cellulare in modo da evitargli qualsiasi contatto con l'esterno, ma mentre si apprestano ad aprire la cassa rinvengono una misteriosa busta con 10.000€ al suo interno, che decidono di destinare interamente ad Afhiz. Queste operazioni sono, però, solamente una parte del piano, in quanto la parte più succosa si svolge all'esterno. Dopo aver sfondato uno dei vetri del SUV, infatti, anche i documenti del mezzo vengono fatti sparire mentre, utilizzando il cellulare di Biagini, precedentemente sottratto, verrà informata la Polizia riguardo ad un presunto immigrato clandestino che starebbe cercando di rubare un'auto.
Il tempismo risulta perfetto e come Biagini, forzato ad indossare gli abiti pachistani, esce dal proprio esercizio, per dirigersi all'auto, la polizia lo ferma alla guida della propria auto, senza documenti di circolazione e con un solo passaporto pachistano, arrestandolo.
Non c'è tempo per festeggiare, però, in quanto la cena del commissario Caruso è alle porte. Sarà proprio durante la cena che il nuovo prefetto fornirà ulteriori indicazioni sull'arresto di "Er Tizzone" che lasciano spiazzate le due amiche: a seguito della perquisizione dell'auto di Biagini, infatti, viene scoperto che lo stesso e l'amico col quale aveva cenato al ristorante di Eva, erano in realtà dei narcotrafficanti e che l'auto era piena di droga per la quale era stato versato un anticipo dando così senso alla busta misteriosa rinvenuta dalle quattro amiche nella cassa del centro estetico e passata così dall'essere provento di spaccio, al permettere ad Afhiz di ricongiungersi con la sua famiglia.

## Il piccolo ladro
- Diretto da:Francesco Vicario
- Scritto da: Dido Castelli, Giovanna Grà

### Trama
Davanti al ristorante di Eva un bambino di nome Filippo cerca di rubare la sua bicicletta anche se la fuga dura poco in quanto lei riuscirà a intercettarlo e bloccarlo. Interrogato sui motivi del gesto, lo stesso riferirà di voler andare a trovare il padre, Antonio Sardi, che si trova ricoverato in ospedale. Impietosita, Eva si offrirà di accompagnarlo lei stessa. In ospedale si scopre che il padre ha avuto una brutta caduta e dovrà restare in osservazione per un po' di tempo senza poter badare al figlio che si troverebbe in casa da solo. Anche in questo caso è Eva a risolvere la situazione, offrendosi di ospitare il ragazzino finché il padre non si rimesso. Recatasi con Filippo al mercato, per fare la spesa per il suo ristorante, assiste alla discussione tra un venditore ed un geometra, tale Tito Negri, relativa ad alcuni lavori non in regola fatti presso l'abitazione del primo e che si sono rivelati un fiasco; sarà proprio il bambino a confessare ad Eva che è proprio lui la causa della caduta del padre in quanto, svolgendo attività "in nero" e a ribasso d'asta, le norme di sicurezza nel cantiere presso cui lavorava erano regolarmente disattese, causandogli la caduta.
Come di consueto le quattro amiche si coalizzano per studiare un piano che renda giustizia al padre di Filippo e faccia cessare definitivamente le malefatte del geometra Negri al quale verrà tesa una trappola da parte di Eva, incaricandolo di realizzare un appartamentino abusivo nel retrocucina cosa che però causerà alcune tensioni nel migliorato rapporto tra lei e Dante il quale si sente ingiustamente defraudato del suo angolo cucina.
Contattato il geometra, viene stabilito il prezzo per il lavoro che verrà versato direttamente nel suo studio, dando così modo ad Eva di studiare la situazione e proseguire nel piano, avendo capito fin da subito che trattandosi di versamenti completamente illegali, è abbastanza difficile che gli stessi venissero poi versati in banca tramite i canali ufficiali, ma venissero piuttosto trattenuti nel medesimo studio, in un qualche tipo di cassaforte, cosa poi effettivamente appurata.
Con l'aiuto del fido Augusto, che farà esercitare Eva per l'apertura della cassaforte senza conoscerne la combinazione, il piano viene definito nei dettagli: mentre Andreina fingerà un malore, per tenere occupato il personale che abitualmente svolge le pulizie presso lo studio del geometra, le rimanenti tre amiche si fingeranno le nuove donne delle pulizie e, mentre una di loro farà da palo distraendo il geometra, Eva recupererà le mazzette versate da tutti i clienti del geometra.
Mentre il piano sta per riuscire, però, lo stesso viene contattato dalle persone destinatarie finali delle tangenti che anticipano la richiesta di pagamento, rendendo così necessaria una revisione del piano. Sarà sempre Eva a riarrangiare le cose in modo da portare a segno il colpo: approfittando di Lola che con le sue procaci forme distrae il geometra, Eva utilizzerà l'aspirapolvere per recuperare le mazzette dalla tasca della giacca del medesimo, per poi scappare dopo aver allontanato lo stesso con una scusa.
Il piano va a segno con successo, non potendo il geometra sporgere alcun tipo di denuncia, trovandosi egli stesso nell'illegalità più totale.
All'uscita dall'ospedale, al padre di Filippo verranno recapitate le mazzette, diventate risarcimento per l'infortunio e contributi mai versati a causa della collocazione a nero. L'uomo prende, così, coraggio e sporgerà denuncia nei confronti del geometra Tito Negri.

## Il momento giusto
- Diretto da:Francesco Vicario
- Scritto da: Dido Castelli, Giovanna Grà

### Trama
Mentre si recano in un'autofficina per far sistemare la macchina, Lola ed Eva conoscono il titolare, Armando Cingolani, uomo decisamente sessista, il quale le rimbalza ad un suo lavorante, Franco, ragazzo dolce e premuroso, l'esatto opposto del suo principale. Lola ha un colpo di fulmine e così, con l'aiuto di Eva, le due cercano di invitarlo a mangiare al ristorante, ma il ragazzo proprio quella sera è impegnato e capovolge l'invito affinché siano le due amiche a raggiungerlo presso un locale.
Arrivata la sera, Eva e Lola vi si recano, ma mentre stanno per arrivare trovano Franco in compagnia di quello che sembra un amico e dolorante sul marciapiede dopo essere stato picchiato proprio dal suo principale che si è allontanato rapidamente sgommando a bordo di una auto di grossa cilindrata. Le due propongono di denunciarlo, ma il ragazzo non ne vuole sapere, così Eva propone di andare in farmacia dall'amica Andreina per poter effettuare almeno una medicazione delle ferite.
Una volta giunte lì, Franco racconta la sua storia e rivela, creando un po' di malumore in Lola che sperava in un avvicinamento, che la persona con la quale è stato trovato è in realtà il suo ragazzo e che il principale lo ha picchiato poiché li aveva sorpresi a baciarsi fuori dal locale dove avrebbe dovuto suonare. Si scopre inoltre che il ragazzo non è un meccanico di professione ma che ha scelto di lavorare lì poiché con i proventi del proprio lavoro, si mantiene all'università e che il licenziamento potrebbe provocargli qualche problema in quanto il suo computer, con all'interno la tesi, si trova proprio all'interno dell'officina di Armando il quale difficilmente glielo renderà, dopo quanto successo. Eva, quindi, decide di presentarsi dal meccanico spacciandosi per una lontana parente con un fratello nella Guardia di Finanza, cosa che farà immediatamente cambiare atteggiamento allo stesso che le renderà immediatamente il computer ma al tempo stesso darà ad intendere che all'interno dell'officina avvenga qualcosa di losco (cosa successivamente confermata anche da Franco), non volendo avere a che fare con le forze dell'ordine.
Nel frattempo il rapporto tra Eva e il figlio Lorenzo va in pezzi: entrato a casa poiché aveva dimenticato le scarpe, infatti, scopre la madre in atteggiamento intimo con Dante. Il ragazzo, che non ha mai conosciuto il suo vero padre, in una rivisitazione della storia di Edipo, non accetta questa relazione e tronca i rapporti con entrambi trasferendosi a casa di amici, nonostante la ragazza, Malù, tenti di farlo ragionare. 
Franco va però aiutato e così le quattro amiche studiano l'ennesimo piano, questa volta ai danni del meccanico, per risarcire Franco e allo stesso tempo punire l'omofobia del suo titolare. Sfruttando il furgone di Eva e con l'aiuto del fido Augusto, pianificano di presentarsi all'autofficina con la richiesta di truccare il motore del mezzo, ma, approfittando di una distrazione del proprietario, di restare dentro il furgone, in modo da poter fare giustizia.
La situazione si complica quando i genitori di Franco, gente del sud e all'antica, annunciano di voler venire a trovare il figlio per conoscere la fidanzata che lo stesso gli ha fatto credere di avere per tenerli buoni. La vittima sacrificale è Lola, che farà da fidanzata surrogata ma il piano va a monte quando al ristorante si presenterà Luca, il fidanzato di Franco. I due confesseranno ai genitori il loro amore, ma verranno respinti e i due se ne andranno annunciando di non voler più vedere il figlio.
Per dare giustizia a Franco, però, la vita deve continuare e quindi le quattro, come deciso, si recano all'autofficina facendosi chiudere dentro. Dopo qualche ricerca, viene individuato un bidone all'interno del quale vengono rinvenuti molti pacchi di banconote e una cassetta di sicurezza al cui interno sono custoditi dei cedolini di scommesse per corse d'auto clandestine, rivelando così tanto la provenienza del denaro, quanto la reale attività del meccanico.
Messo da parte il bottino, le quattro si dedicano alla parte più feroce della vendetta: dipingono infatti una delle auto all'interno del capannone, di rosa pastello, così da fare in modo che il meccanico venga a sua volta picchiato per i danni causati, piano che riesce alla perfezione il mattino seguente quando il meccanico, accompagnato dal proprietario dell'auto, viene malmenato dal medesimo una volta scoperto tutto.
Ritornate al ristorante, il Commissario Caruso rivelerà alle quattro amiche che, non avendo ormai più nulla da nascondere, Franco ha denunciato il suo ex-titolare permettendo così anche alle forze dell'ordine di scoprire il traffico di auto truccate che avveniva nell'officina.
Quando tutto sembra risolto però, Lorenzo e Dante hanno uno scontro fisico all'esterno del ristorante. Dalla sua posizione Eva non riesce a vedere tutta la scena e, pensando che sia stato il secondo ad aggredire il primo esce in difesa del figlio. 

## L'amico sconosciuto
- Diretto da:Francesco Vicario
- Scritto da: Dido Castelli, Giovanna Grà

### Trama
Non percependo più fiducia, da parte di Eva, Dante se ne va lasciando il lavoro.
Nel frattempo in sala, è presente un maresciallo dei carabinieri, vecchio amico di Eva la quale capisce, dalle ordinazioni fatte, che potrebbe avere dei problemi economici. Sedutasi al tavolo, le racconta che effettivamente non si trova in una condizione facile in quanto la figlia si è indebitata fino al collo e lui ha dovuto prosciugare il conto in banca pur di salvarla dai debiti, ma che la notizia gli è stata riportata da un conoscente della figlia al quale ha affidato i suoi risparmi dato che quest'ultimo si era impegnato a portarglieli.
Non potendo tornare al centro anziani presso il quale è impegnato in attività canore, in quanto non automunito, Eva si offre di riaccompagnarlo e conosce così una vedova, anch'essa parte del coro del centro che, nel tragitto inverso, le racconta una storia praticamente identica facendo sospettare la chef che entrambi gli anziani siano vittima di un truffatore.
Per indagare sulla questione, Eva escogita così un piano che prevede di far interpretare alla sua amica Andreina la parte della madre, diffondendo poi la voce che è in procinto di partire per Parigi per aprire un nuovo ristorante e attendendo un contatto da parte del truffatore seriale.
L'intuito di Eva fa centro ancora una volta e nel giro di qualche giorno, alla farmacia di Andreina, si presenta un uomo distinto che, spacciandosi per un avvocato, informa la farmacista che la figlia è indebitata con personaggi loschi a causa della nuova apertura del ristorante Parigino e che per salvarla è necessario affidargli una somma in contanti, senza informare la figlia per motivi di orgoglio.
Eva si rivolge, quindi, nuovamente al fido Augusto in modo da procurarsi dei soldi falsi da consegnare al truffatore che viene seguito fino a scoprire che la "talpa" del truffatore non è niente altro che la direttrice del coro del centro anziani. Con l'aiuto di un ex-fidanzato di Lola, che fa il vigile urbano, le quattro amiche riescono a scoprire tramite la targa dell'auto del finto avvocato, l'hotel presso il quale sono domiciliati tanto lui quanto la sua compagna.
Nei panni di una novella Eva Cunt, Eva, quindi, si reca all'hotel dove alloggiano i due truffatori in modo da poter recuperare i risparmi dei vecchietti, sostituendoli con il denaro falso avuto da Augusto, mentre Lola e Gina scorteranno Andreina al concerto finale del coro del centro anziani.
Una volta attirato fuori dalla camera, con un diversivo, Eva ha campo libero per salire dalla scala antincendio fino alla finestra della camera del truffatore, che, una volta aperta, le darà accesso alla stanza e alla cassaforte; in un'operazione sul filo di lana, l'operazione riesce, dando modo alla chef di tornare al centro anziani in tempo per la fine del concerto, in modo da poter introdurre nei cappotti dei vecchietti, il denaro ingiustamente rubato.
Tornate al ristorante, le quattro amiche scopriranno tramite il commissario Caruso dell'arresto della coppia di truffatori fermati per un controllo alla frontiera francese e sorpresi con il denaro falso sostituito da Eva.
Nonostante se ne sia andato, Dante continua però a pensare ad Eva e le lascia una lettera nella cassetta della posta del ristorante.

## Un ignobile ricatto
- Diretto da:Francesco Vicario
- Scritto da: Dido Castelli, Giovanna Grà

### Trama
Al ristorante Eva si presentano un uomo distinto con una donna che pranzano nel locale. Dal tono della conversazione tra i due le quattro amiche capiscono come l'uomo non sia per nulla amichevole nei confronti della ragazza e cercano di saperne di più. L'occasione si presenta loro quando l'uomo, a seguito di una telefonata, se ne va dal locale lasciando la donna da sola. La stessa si sente male ed è immediatamente soccorsa dalle quattro amiche che cercano così di farle raccontare la sua storia. La ragazza si chiama Alba e lavora come centralinista in un hotel il cui principale è proprio l'uomo che la importunava. Avendo un contratto di prova in scadenza e una famiglia da mantenere, la donna ha bisogno di quel lavoro, ma per far sì che il principale firmi, lo stesso Alba sarebbe obbligata ad intrattenere un rapporto sessuale col datore di lavoro che si scopre essere sessualmente molto attivo e assiduo utilizzatore di farmaci per l'erezione. 
Eva e le amiche meditano giustizia per Alba e studiano un piano che prende spunto da un piatto rifiutato dal medesimo il giorno del pranzo nel ristorante di Eva, in quanto allergico alla cipolla. Sarà proprio questo vegetale ad essere l'elemento chiave dell'operazione in quanto Andreina fabbricherà delle pillole per l'erezione identiche a quelle normali ma con l'aggiunta di polvere di cipolla in modo da farlo stare molto male e farlo desistere da ulteriori proposte, tanto ad Alba quanto ad altre impiegate. L'intera operazione avrà luogo nell'albergo dove la ragazza lavora e vedrà protagoniste Eva e Gina, nel ruolo di due cantanti liriche, nel medesimo giorno in cui è previsto il rapporto sessuale tra il direttore e l'impiegata.
Nel frattempo, Eva ha aperto la lettera inviatale da Dante il quale le confida di amarla e che nonostante i problemi che li separano, lui non può più fare a meno di lei. I due quindi, si riappacificano e la serenità torna anche tra Eva e suo figlio, il quale ha finalmente superato la crisi tanto con Dante, quanto con la madre.
Arriva il giorno dell'esecuzione del piano e Gina ed Eva si presentano all'hotel prenotando una suite proprio accanto a quella del direttore, in modo da tenere sotto controllo la situazione e poter effettuare lo scambio delle pillole per l'erezione.
Nel mentre, però accade l'imprevisto: le due amiche hanno dimenticato da Lola il borsone con i vestiti e per questo motivo vengono raggiunte dalle restanti due amiche che quindi si uniranno al gruppo. Il loro intervento si rivelerà provvidenziale in quanto nel momento in cui Eva si reca nella stanza del direttore, per portare a termine l'operazione, questo entra inaspettatamente in stanza rendendosi necessario un diversivo, improvvisato da Lola, che lo tenga lontano per il tempo sufficiente a completare l'opera.
La sostituzione riesce perfettamente e le quattro amiche si appostano dietro il separé delle terrazze per verificare lo svolgimento dell'operazione ed essere pronte ad intervenire nuovamente per somministrare l'antidoto, in quanto l'allergia alla cipolla può anche portare alla morte, approfittando della temporanea assenza della ragazza, intenta a cercare i soccorsi, avendo Eva isolato il telefono della stanza.
Appena entrata, Alba non ha nemmeno il tempo di spogliarsi che la cipolla inizia a dare i suoi effetti facendo collassare il suo principale. Come previsto, non potendo comunicare con l'esterno, Alba si reca alla reception, dando modo alle quattro amiche di entrare in azione, questa volta travestite da infermiere, per annullare gli effetti della cipolla (avendo ormai ottenuto lo scopo di mandare a monte il rapporto) approfittando, nello stato alterato dall'allergia, di far firmare al direttore un contratto a tempo indeterminato in favore della ragazza.
Nel giro di qualche giorno l'armonia torna ovunque e si verrà a sapere proprio da Alba che dopo aver rischiato la vita, ma ignaro delle motivazioni, il direttore ha deciso di richiedere il pensionamento.

## Un esame importante
- Diretto da:Francesco Vicario
- Scritto da: Dido Castelli, Giovanna Gra

### Trama
Recatasi al mercato per fare la spesa, Eva conosce Ilaria, la figlia di Vinicio il fruttivendolo, la quale è tornata a Roma dalla Somalia, dove lavorava come medico, per far operare il padre di Ernia del Disco e concomitantemente prapare un importante esame di medicina per ottenere una borsa in cardiochirurgia pediatrica al Children Hospital di Denver. Uscendo dalla stanza dove Vinicio è ricoverato, Eva assiste alla lite tra la figlia e un altro medico, Adolfo Gargani, il quale, figlio di un noto avvocato, medita di partecipare anche lui allo stesso esame di Ilaria, sicuro di vincere per le raccomandazioni del padre.
Nel frattempo Eva, che già da tempo riceve delle misteriose cartoline provenienti da molte città in giro per il mondo da Max, il suo ex marito, ne riceve una proveniente, però questa volta, da Roma, segno che l'uomo è in procinto di tornare prepotentemente all'interno della vita della chef.
L'operazione di Vinicio si avvicina e parimenti anche l'esame di Ilaria. Eva, sempre più convinta che la sicurezza di Gargani sia motivata da una reale situazione ingiusta, scopre che la connivenza tra quest'ultimo e il presidente della commissione d'esame è più che reale e che l'esaminatore si fa regolarmente accompagnare all'università dall'esaminando oltre ad essere un uomo decisamente attaccato al denaro tanto da re-indirizzare i suoi pazienti dalla sanità pubblica alla sua clinica privata. L'evidenza è tale che Eva presume che anche per il superamento dell'esame, il professore abbia richiesto il pagamento di una tangente, situazione confermata da Ilaria che, origliando una conversazione tra Mazzotta e Gargani riferisce di aver sentito parlare di una somma di denaro e dalla domestica di casa Gargani, Amina, che riferisce di aver ascoltato una telefonata in cui i due prendevano accordi per la consegna della mazzetta il giorno stesso dell'esame all'interno di un libro collocato all'interno di un cestino dell'università.
Eva studia così come far sparire la tangente dal libro prima che lo stesso venga consegnato al professore: il piano prevede un travestimento da vigilesse in modo da poter fermare l'auto di Gargani, perquisirla fingendo un controllo e sostituire il denaro con un messaggio pieno di insulti nei confronti del Mazzotta.
Il piano però fallisce in quanto, nel luogo stabilito per l'arresto dell'auto, appare il commissario Caruso, appena uscito da un centro estetico. Per non far andare a monte il tutto urge studiare delle contromosse appropriate e sarà sempre Eva a trovare la soluzione chiedendo alle due amiche rimaste in macchina di farsi tamponare dalla macchina del Gargani, in modo da poterla fermare il più in là possibile senza dare nell'occhio. Questa seconda versione del piano riesce e la sostituzione va a buon fine. In sede d'esame, quindi, sarà proprio Ilaria a trionfare a scapito del raccomandato figlio dell'avvocato, mentre in ospedale, l'operazione di Vinicio andrà a termine senza complicazioni. La tangente pagata da Gargani, verrà infine consegnata ad Ilaria, come dono di beneficenza per il suo ospedale pediatrico di Mogadiscio.
Proprio quando la situazione sembra essere risolta, però, giunge l'ennesima cartolina da parte di Max, questa volta con la foto del ristorante di Eva, e una richiesta di incontro, con la minaccia di presentarsi direttamente al ristorante, se non avesse accettato, segno che l'uomo è sempre più vicino alla sua ex moglie.
Il giorno stabilito per l'incontro, Eva si presenta quindi nel luogo stabilito da Max. Lo stesso disvela finalmente il motivo per cui vuole rientrare prepotentemente nella vita della donna: il furto di un diamante di grande valore. Eva non vuole accettare ma l'ex-marito la ricatta minacciando di colpire il figlio nato dalla loro precedente unione.
Trovandosi a fare jogging nel parco, Dante assiste da lontano alla scena e quando Max bacia forzosamente Eva ne rimane turbato.

## Come ai vecchi tempi
- Diretto da:Francesco Vicario
- Scritto da: Dido Castelli, Giovanna Gra

### Trama
Dante chiede spiegazioni a Eva su quanto a visto ma la donna, che non può rivelare i dettagli del suo oscuro passato, non fornisce spiegazioni plausibili. L'uomo si allontana quindi definitivamente dalla sua vita, lasciandola nella disperazione più totale.
Nel mentre, Eva si reca, per beneficenza, in una casa famiglia per bambini, dove apprende che l'associazione che la gestisce è sotto sfratto in quanto il proprietario ha deciso di vendere la villa. L'ammontare richiesto, però è una cifra enorme, che è impossibile da trovare, specialmente in breve tempo.
Nel frattempo Max continua a definire i piani per il furto di un diamante di grande valore che un finanziere siciliano, Saro Cusimano, regalerà alla figlia durante una festa di compleanno. Eva continua ad essere riluttante, ma a seguito di nuove minacce di ricatto rivolte verso il figlio, deve continuare a sottostare all'ex marito.
Una notizia inaspettata, però, le farà trovare le ragioni per partecipare al colpo: a seguito della pubblicazione su un giornale del rischio di chiusura della casa famiglia, vengono disvelati alcuni particolari sul suo proprietario che risulta essere il medesimo del diamante.
Cercando, quindi aiuto nel fido Augusto, che, venuto a conoscenza del ricatto, si schiera dalla parte di Eva, quest'ultima organizza un vero e proprio furto nel furto. Il suo artigiano di fiducia, infatti, produrrà uno zircone, che sostituirà il diamante prima che quest'ultimo venga regalato alla figlia. Indi verrà compiuto un furto di copertura: una volta alterati psichicamente tutti gli invitati con un menu tutto a tema salvia (che non sarà però la comune Salvia Officinalis, ma l'allucinogena Salvia Divinorum) verrà sottratto lo zircone che sarà poi consegnato a Max, ingannandolo.
Il gran giorno arriva e le quattro amiche si recano come aiutanti di Eva, per l'occasione la chef cusiniere Zoe Serafidis, per il catering della festa di compleanno. L'occasione per il furto si presenta nel momento in cui il proprietario si reca in cucina per l'assaggio del piatto forte del menu, la Moussaka. Approfittando di un momento di confusione generato da Gina, intenta a smacchiare la giacca di Cusimano "accidentalmente" macchiata da Eva, quest'ultima sottrae il diamante dalla tasca del finanziere, scambiandolo con lo zircone appositamente forgiato da Augusto.
Al termine di questa prima fase le tre amiche tornano a casa, portandosi dietro il diamante, mentre per Eva scatta la fase due: approfittare del caos generato dal menu alla salvia allucinogena per compiere il furto di copertura, che avviene mentre sono tutti quanti intenti a ballare il sirtaki.
ll giorno dopo Eva e Max si incontreranno per l'ultima volta, per portare a termine lo scambio del diamante ma l'uomo narcotizza la donna e glielo sottrae senza fornire garanzie sull'effettivo pagamento di quanto pattuito, ovvero il valore del diamante diviso a metà. Non essendo al corrente dello scambio, però sarà Eva a vincere, in quanto il gioiello in mano all'ex-marito non ha alcun valore.
Approfittando di vecchie conoscenze, Eva riesce immediatamente ad individuare un compratore, un collezionista orientale di pietre preziose, tale Monsieur Madani, al quale vende il diamante per esattamente la cifra richiesta dal proprietario della villa in cui opera l'associazione che gestisce la casa famiglia, permettendole così di acquistarla.
Risolta, così, la questione, Eva decide di giocarsi il tutto per tutto e di correre a Fiumicino dove Dante sta per partire per andare a lavorare come cuoco su una barca a vela, tornando al lavoro che aveva prima di approdare al "Frutto Proibito". Tra imprevisti e colpi di scena la chef riuscirà a raggiungere l'uomo che ama e a farlo tornare, per sempre, nella sua vita.
La sera dopo le quattro amiche sono nuovamente radunate nel ristorante di Eva per festeggiare i successi di ognuna: Dante è tornato al ristorante e nella vita di Eva, Lola ha chiuso la sua stiria con il politico Cicci, Andreina partirà per andare a Boston e stare con il figlio che aspetta un bambino e Gina  ha deciso di "dare l'ultimatum" al marito poeta (o si trova un lavoro vero o divorziano), quando arriva il commissario Caruso che rivela di essere appena tornato dalla Costa Azzurra in quanto sta seguendo un'indagine relativa proprio al diamante sottratto la notte precedente a casa di Saro Cusimano. Non essendo nessuno al corrente dello scambio, l'ex-marito di Eva risulta aver cercato di vendere lo zircone a Saint-Tropez rivelando il fatto che si è trattato di un falso. Alla convinzione del commissario che è convinto di riuscire a mettere le mani su Max, risponde Eva con un certo scetticismo, suscitando perplessità nello stesso Commissario e nelle tre amiche, ma continuando a mantenere il suo grande segreto.